# ОШ „Димитрије Туцовић” Краљево
ОШ „Димитрије Туцовић“ је осмогодишња школа која се налази у Краљеву и функционише у оквиру образовног система Републике Србије.
- Биста Димитрију Туцовића испред школе